# Moso (Schwert)
Das Moso ist ein Schwert von der Insel Sulawesi.

## Beschreibung
Das Moso hat eine gerade, nur am Ort leicht gebogene, einschneidige Klinge. Die Klinge wird vom Heft zum Ort breiter. Sie hat einen oder in der Regel drei schmale Hohlschliffe, die direkt unterhalb des Klingenrückens verlaufen. Die Schneide wird zum Ort hin leicht bauchig. Der Ort ist schräg abgeschnitten, der Klingenrücken ist kürzer als die Schneide. Das Heft besteht aus Holz und hat kein Parier. Der Knauf ist dreieckig und mit einem ausgeschnitzten Auge in der Mitte verziert, das mythologische Bedeutung hat. Die Seiten des Knaufes sind mit Pferde- oder Ziegenhaaren geschmückt. Die Scheiden bestehen aus Holz. Der Ortbereich ist hakenförmig geschnitzt und der Scheidenmundbereich ist verbreitert und überragend gearbeitet. Das Moso wird von Ethnien auf Sulawesi benutzt.